# Michael Mullins
 Michael Mullins  (* 23. August 1951 in Salem, Virginia) ist ein US-amerikanischer Schauspieler.

## Leben
Bekannt wurde er durch den vom Emmy-Preisträger Mel Stuart gedrehten Katastrophenfilm Feuerfalle, der im Jahre 1978 unter dem Namen The Triangel Factory Fire Scandal gedreht und erstmals im deutschen Fernsehen am 7. Mai 1983 im ZDF gesendet wurde. Dort spielt er die Rolle von Sonjas Bruder Max Levin, der mit seiner Familie aus Polen in die USA eingewandert ist.

## Filmografie (Auswahl)
Fernsehserien
Jeweils eine Folge
- 1975: Kojak – Einsatz in Manhattan (Kojak)
- 1975: Die Straßen von San Francisco (The Streets of San Francisco)
- 1978: Hawaii Fünf-Null (Hawaii Five-O)
- 1978: Unsere kleine Farm (Little House on the Prairie)
- 1978: Lou Grant
- 1979: Barnaby Jones
- 1979: Feuerfalle (The Triangle Factory Fire Scandal)
- 1980: Macht der Mächtigen (Power) (Fernsehfilm)
- 1981: Was dich bewegt (Advice to the Lovelorn) (Fernsehfilm)
- 1982: Quincy (Quincy M.E.)
- 1983: Die Himmelhunde von Boragora (Tales of the Gold Monkey)

Kino
- 1973: Der letzte Ausweg (No Place to hide)
- 1974: The Rehearsal